# Douglas XB-43 Jetmaster
El Douglas XB-43 Jetmaster fue un prototipo de bombardero estadounidense de los años 40 del siglo XX, dotado de motores a reacción. El XB-43 era un desarrollo del XB-42, reemplazando los motores de pistón por dos motores General Electric J35 de 17,8 kN (4000 lbf) de empuje unitario. A pesar de ser el primer bombardero a reacción estadounidense en volar, sufrió problemas de estabilidad y el diseño no entró en producción.

## Diseño y desarrollo

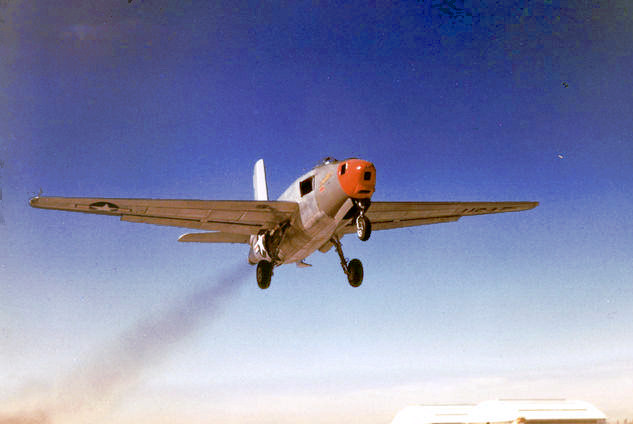
Imagen del XB-43 despegando.

Los responsables del Mando de Material de la Fuerza Aérea de la USAF empezaron a considerar las posibilidades de los bombarderos a reacción ya desde octubre de 1943. En esas fechas, Douglas Aircraft había empezando el diseño de un prometedor bombardero bimotor designado XB-42. Los motores recíprocos que lo impulsaban estaban dispuestos dentro del fuselaje, dejando el ala de flujo laminar limpia de soportes o cubiertas de motor que aumentaran la resistencia. La estructura parecía idealmente adecuada para probar la propulsión con turborreactor. Douglas confirmó la factibilidad del concepto y las USAAF corrigieron el contrato del XB-42, en marzo de 1944, para incluir el desarrollo de dos prototipos del XB-43 impulsados por turborreactores, deducidos de la orden inicial de 13 aviones de pruebas.
El equipo de diseño de Douglas convenció al Ejército de que modificar el fuselaje para pruebas estáticas del XB-42 sería un proceso relativamente sencillo, que ahorraría tiempo y dinero, comparado con desarrollar un diseño nuevo. Douglas reemplazó los dos motores Allison V-1710 por un par de turborreactores General Electric (GE) J35, y luego cortó dos entradas de admisión a cada lado del fuselaje, por detrás de la cabina presurizada. El desmontar las hélices y los árboles de transmisión dejó espacio suficiente para dos largos conductos de escape de gases. Sin ninguna hélice presente, no había posibilidad de golpear la pista con las puntas de las palas, así que la unidad entera del estabilizador/timón ventral de la amplia cola cruciforme de cuatro superficies del anterior XB-42, fue omitida. Douglas compensó la pérdida de estabilidad de guiñada, alargando la unidad dorsal del estabilizador/timón.
Douglas Aircraft mostró entusiasmo por producirlo en masa y las USAAF consideraron el ordenar 50 unidades. La compañía estaba lista para producir hasta 200 XB-43 al mes en dos versiones: un bombardero equipado con un morro de plástico diáfano para el tripulante bombardero, y un avión de ataque sin morro de plástico ni estación de bombardeo, pero con 16 ametralladoras frontales de calibre .50 (12,7 mm) y 36 cohetes de 5 pulgadas (127 mm). Nada surgió de estos planes. Las USAAF se centraron en un nuevo bombardero, el North American B-45 Tornado, diseñado desde el principio para la propulsión con turborreactor y prometiendo un salto cuántico en cada una de las categorías operacionales.

## Historia operacional

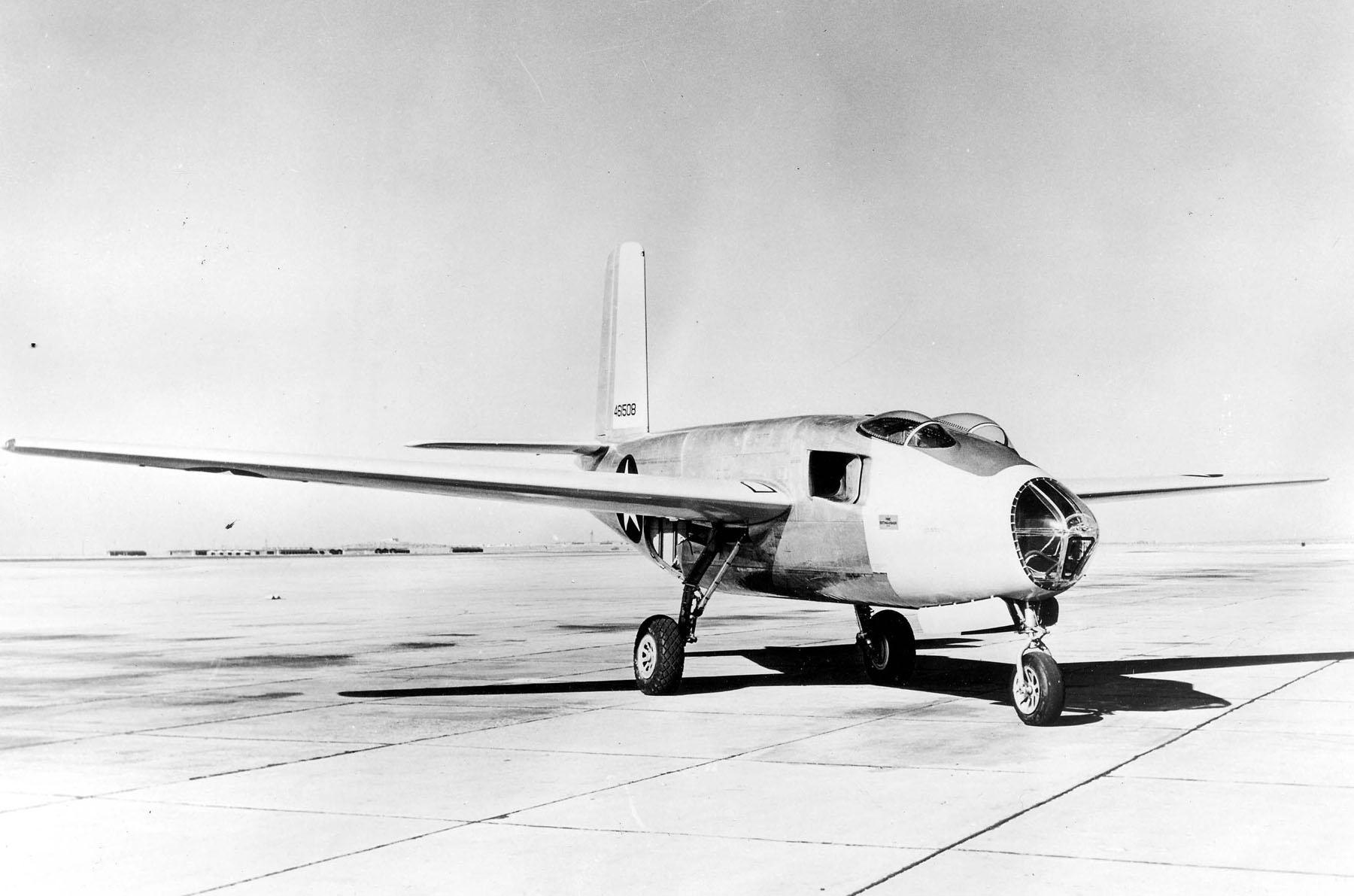
XB-43 en rampa.

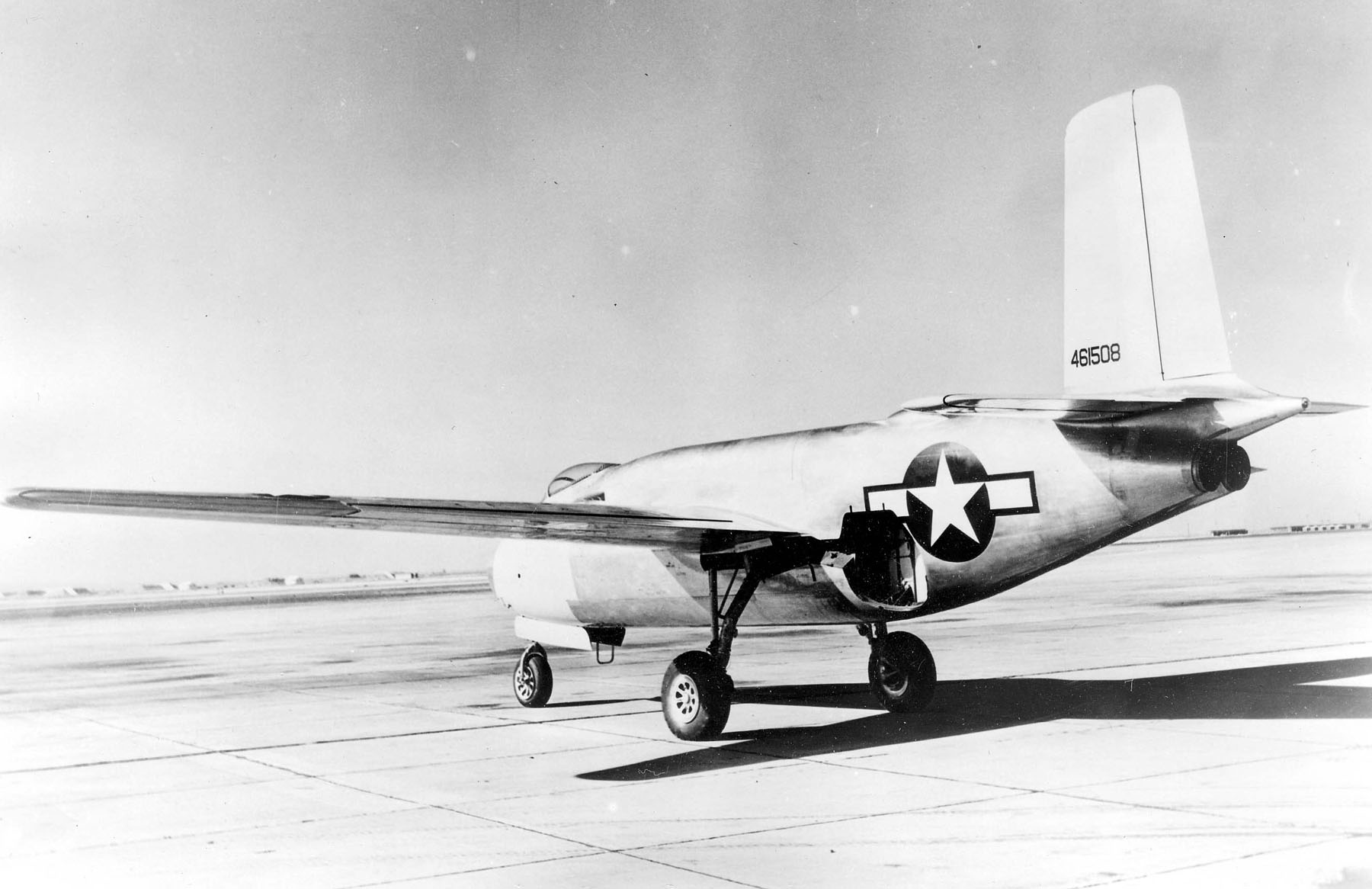
Vista trasera del XB-43.

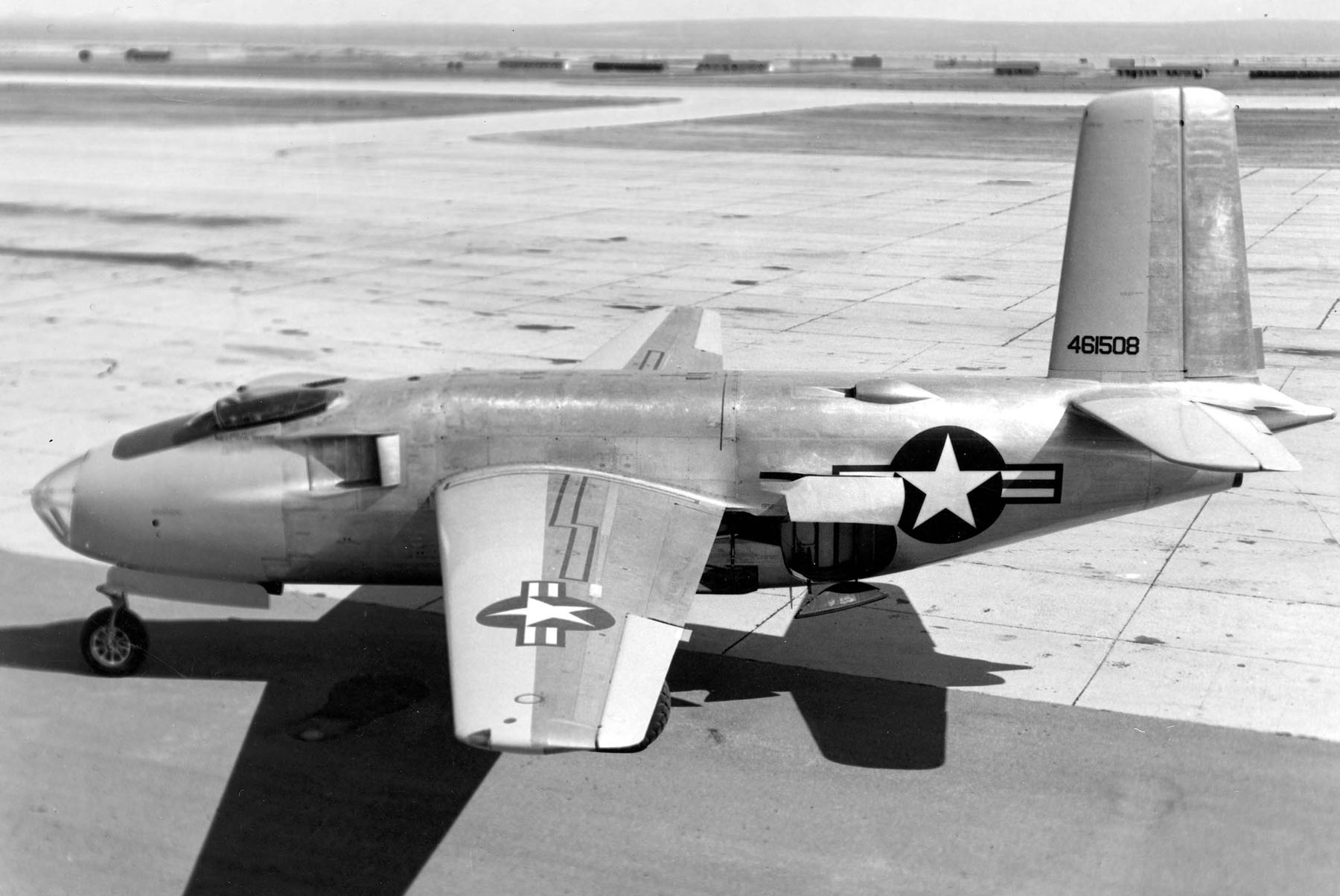
Vista lateral del XB-43.

Como Douglas predijo, el trabajo en sí mismo no era demasiado complicado, pero se requirieron casi dos años para completar el avión para el vuelo, debido a retrasos en la entrega de los motores J35. El final de la Segunda Guerra Mundial causó un descenso general en la industria de la aviación y GE se retrasó en la entrega de los motores. Cuando finalmente fueron instalados y probados en tierra, una de las unidades falló catastróficamente. Las palas del compresor atravesaron la carcasa del motor, dañando el fuselaje de alrededor e hiriendo a un técnico. Las reparaciones conllevaron otro retraso de siete meses. El primer bombardero americano a reacción voló finalmente desde la Base Aérea Muroc del Ejército el 17 de mayo de 1946, pilotado por Bob Brush, piloto de pruebas de Douglas, acompañado por el ingeniero Russell Thaw.
Cogido en un momento de cambios tecnológicos, el XB-43 contribuyó a desarrollar procedimientos para volar los nuevos bombarderos a reacción, y prestó un servicio efectivo probando nuevos motores turborreactores. Douglas completó el segundo prototipo, con el número de serie de las AAF 44-61509, que voló el 15 de mayo de 1947 y fue entregado en la Base Aérea Muroc del Ejército, California, en abril de 1948. Las USAAF reemplazaron pronto un motor turborreactor J35 por un General Electric J47. Douglas entregó el segundo prototipo, designado YB-43, en abril de 1948. El avión fue apodado Versatile II por el personal de las USAAF. Cuando el morro diáfano de plástico empezó a quebrarse por la variaciones de temperatura a alta y baja altitud, los mecánicos moldearon un recambio más duradero hecho con madera contrachapada. Para mantenerlo en vuelo, la USAF canibalizó partes del primer XB-43 después de que este se dañara en febrero de 1951. Versatile II voló más de 300 horas hasta su retiro en diciembre de 1953.

### XB-43, YB-43 y A-43
La USAF consideró que la designación XB-43 sólo recayera en el primer prototipo. El segundo, aunque funcionalmente idéntico al primero, fue designado YB-43, en consonancia con, bajo el sistema de designación de aeronaves del Ejército, su estado como prototipo de continuación. En un momento dado, el avión también puede haber sido designado como avión de "ataque", A-43; no confundir con el Curtiss XP-87, un proyecto que empezó como avión de ataque bajo la misma designación. El A-43 iba a tener ocho ametralladoras en un morro sólido en vez de la estación del tripulante bombardero.

## Variantes
XB-43
Prototipo de bombardero a reacción. Uno construido.
YB-43
Segundo prototipo. Uno construido.
A-43
Proyecto de avión de ataque. No construido.

## Operadores
Estados Unidos
- Fuerzas Aéreas del Ejército de los Estados Unidos
- Fuerza Aérea de los Estados Unidos

## Disposición de los aviones
- 44-61508: destruido al ser usado como blanco de prácticas en el desierto.[4]
- 44-61509: almacenado a la espera de restauración en el Hangar de Restauración del Museo Nacional de la Fuerza Aérea de Estados Unidos en Dayton (Ohio). El YB-43 fue entregado al Instituto Smithsoniano en 1954. Fue almacenado a la espera de restauración en las Instalaciones Paul Garber del Smithsoniano (Museo Nacional del Aire y el Espacio de Estados Unidos) en Suitland, Maryland. En 2010, fue transferido, junto con el único Douglas XB-42 Mixmaster superviviente, al Museo Nacional de la Fuerza Aérea de Estados Unidos, donde esperan restauración. Una vez completada, serán exhibidos en el Hangar de Aviones Experimentales del museo.

## Especificaciones (XB-43)
Referencia datos: McDonnell Douglas aircraft since 1920 : Volume I

### Características generales
- Tripulación: Dos
- Longitud: 15,6 m (51,2 ft)
- Envergadura: 21,7 m (71,2 ft)
- Altura: 7,4 m (24,2 ft)
- Superficie alar: 52,3 m² (563 ft²)
- Perfil alar: Douglas G-17[6]
- Peso vacío: 9877 kg (21 768,9 lb)
- Peso cargado: 16 783 kg (36 989,7 lb)
- Peso máximo al despegue: 17 932 kg (39 522,1 lb)
- Planta motriz: 2× turborreactor General Electric J35-GE-3.
  - Empuje normal: 16,7 kN (1703 kgf; 3754 lbf) de empuje cada uno.

### Rendimiento
- Velocidad máxima operativa (Vno): 829 km/h (515 MPH; 448 kt)
- Velocidad crucero (Vc): 680 km/h (423 MPH; 367 kt)
- Alcance: 1800 km (972 nmi; 1118 mi)
- Alcance en ferry: 4570 km
- Techo de vuelo: 11 700 m (38 386 ft)
- Régimen de ascenso: 12,6 m/s (2470 ft/min)
- Carga alar: 321 kg/m² (65,7 lb/ft²)
- Empuje/peso: 0,20

### Armamento
- Ametralladoras: 

  - 2 de 12,7 mm (en un montaje por control remoto en la cola, nunca instalado)
  - 8 de 12,7 mm en un morro sólido (variante planeada de ataque)
- Bombas: 3600 kg

## Aeronaves relacionadas

### Desarrollos relacionados
- Douglas XB-42 Mixmaster

### Secuencias de designación
- Secuencia B-_ (Bombarderos del USAAC/USAAF/USAF, 1926-1962): ← B-40 - B-41 - B-42 - B-43 - B-44 - B-45 - B-46 →